# Ocyptamus hyacinthia
Ocyptamus hyacinthia är en tvåvingeart som först beskrevs av Hull 1947.  Ocyptamus hyacinthia ingår i släktet Ocyptamus och familjen blomflugor.
Artens utbredningsområde är Kuba. Inga underarter finns listade i Catalogue of Life.